# Massinissa II de Numídia
Massinissa II o Masinissa II, va ser rei de Numídia occidental, i tenia la capital a Cirta (81 aC–46 aC). Portava el nom del seu famós avantpassat Masinissa I, l'unificador i fundador del regne de Numídia.
Massinissa era probablement fill de Mastebar o Mastanabal II, un rei obscur que només es coneix per una inscripció fragmentària. Mastebar era fill del rei Gauda (mort l'any 88 aC), que havia repartit el regne de Numídia entre els seus fills, Mastebar i el seu germà Hiempsal II. L'aliat i contemporani de Massinissa, Juba I de Numídia oriental, era probablement el seu cosí germà. El regne númida occidental era més petit i més feble que la part oriental.
L'any 81 aC, el general romà Pompeu Magne va envair Numídia, que, sota el govern del rei Hiarbes, recolzava el rebel romà Gneu Domici Aenobarb. Pompeu va sotmetre Numídia en una campanya de quaranta dies. Va restaurar Hiempsal II al seu tron i va posar Massinissa al regne occidental. Així Roma va reconèixer formalment els dos regnes númides.
Durant la guerra civil romana del 49 aC al 45 aC, Masinissa i Juba es van aliar amb Pompeu, ja que els seus partidaris controlaven la província d'Àfrica, contra Juli Cèsar. L'any 46 aC, Cèsar va envair Àfrica i els seus aliats, Boccus II de Mauretània i el mercenari aventurer Publi Siti, van envair el regne de Masinissa des de l'oest, capturant Cirta. La part oest del regne va ser per Boccus, i l'est, amb la capital Cirta, va ser possessió de Siti. Juba es va suïcidar després de la derrota, però es desconeix el destí de Massinissa. El seu fill, Arabió, es va escapar per unir-se a les forces de Pompeu a Hispània i més tard va tornar per recuperar una part del regne del seu pare.